# Tasmania Forst
Tasmania Forst (voller Name Sportclub Tasmania 1913 Forst) war ein Arbeitersportverein aus dem Stadtteil Berge der Stadt Forst (Lausitz) in Brandenburg. Seine Fußballmannschaft nahm in der Weimarer Republik am Spielbetrieb und an den Meisterschaftsrunden des ATSB teil.

## Geschichte
Der Verein wurde 1913 in Forst gegründet. Er gehörte zum ATSB-Regionalverband 2. Märkische Spielvereinigung und spielte im 16. ATSB-Kreis, der die Niederlausitz und die Neumark abdeckte.
In der Spielzeit 1922/23 wurde der Verein Meister des 16. ATSB-Kreises und besiegte im Halbfinale der ostdeutschen Verbandsmeisterschaft den SV Stern Breslau mit 2:1 nach Verlängerung. Im ostdeutschen Endspiel in Spremberg unterlag Tasmania Forst dem BFC Alemannia 22 mit 1:3.
In der folgenden Spielzeit 1923/24 wurde Tasmania Forst erneut Meister des 16. ATSB-Kreises und unterlag im Halbfinale der ostdeutschen Verbandsmeisterschaft dem SV Stern Breslau mit 0:1.
Nach der Machtergreifung der Nationalsozialisten wurde der Verein 1933 verboten und schloss sich der Turnerschaft Berge an. Mit Ende des Zweiten Weltkrieges fiel der Stadtteil Berge an Polen, die Turnerschaft Berge wurde aufgelöst.